# FC Zličín
FC Zličín je český fotbalový klub hrající v současné době Pražský přebor (5. nejvyšší liga v Česku ).

## Současnost
A – tým v současnosti hraje Pražský přebor. V sezóně 2008/2009 se umístil na 4. pozici Pražského přeboru se ziskem 49 bodů. Klub disponuje krásným areálem s třemi hřišti (velké a malé s umělým povrchem, hlavní hřiště s travnatým povrchem), halou a restaurací. B – mužstvo Zličína působí v 1.B třídě. Klub se zaměřuje i na práci s mládeží. V současnosti má klub přihlášených 8 mládežnických týmů. Do soutěží jsou přihlášeny všechny věkové kategorie od 8letých po starší dorost (19 let).
V sezoně 2009/2010 klub dosáhl svého největšího úspěchu ve své 81leté historii a postoupil do DIVIZE se ziskem 60. bodů při skóre 66:34. Nejlepší střelcem týmu byl Miroslav Novák s 27 zásahy v 25 zápasech. Stal se také nejlepším střelcem soutěže.
V sezoně 2010/2011 hrál klub poprvé v historii Divizi. Byl nalosován do skupiny A. Po roční účasti opětovně sestoupil do  Pražského přeboru. Klub získal pouhých 9 bodů při skóre 27:80.